# Golden Space Needle
Golden Space Needle (česky Zlatý Space Needle) je filmové ocenění, které je každoročně udělováno nejlepším filmům na mezinárodním filmovém festivalu v Seattlu.

## Držitelé ocenění
| Rok  | Film                                                                                    | Režie                  | Země                             |
| ---- | --------------------------------------------------------------------------------------- | ---------------------- | -------------------------------- |
| 1985 | Polibek pavoučí ženy (O Beijo da Mulher Aranha)                                         | Héctor Babenco         | Brazílie, Spojené státy americké |
| 1986 | Atentát (De aanslag)                                                                    | Fons Rademakers        | Nizozemsko                       |
| 1987 | Můj život jako pes (Mitt liv som hund)                                                  | Lasse Hallström        | Švédsko                          |
| 1988 | Hotel Bagdad (Out of Rosenheim)                                                         | Percy Adlon            | Západní Německo                  |
| 1989 | Apartmá nula (Apartment Zero)                                                           | Martin Donovan         | Argentina, Spojené království    |
| 1990 | Zesil to! (Pump Up the Volume)                                                          | Allan Moyle            | USA                              |
| 1991 | Maminčin zámek (Le Château de ma mère)                                                  | Marcel Pagnol          | Francie                          |
| 1992 | 37,2 po ránu (37°2 le matin)                                                            | Jean-Jacques Beineix   | Francie                          |
| 1993 | Svatební hostina (喜宴, Xǐyàn)                                                          | Ang Lee                | USA, Tchaj-wan                   |
| 1994 | Dobrodružství Priscilly, královny pouště (Adventures of Priscilla, Queen of the Desert) | Stephan Elliott        | Austrálie                        |
| 1995 | Království (Riget)                                                                      | Lars von Trier         | Dánsko                           |
| 1996 | Trainspotting                                                                           | Danny Boyle            | Spojené království               |
| 1997 | Tian mi mi (甜蜜蜜, Tián mì mì)                                                         | Peter Chan             | Hongkong                         |
| 1998 | God Said, 'Ha!'                                                                         | Julia Sweeneyová       | USA                              |
| 1999 | Lola běží o život (Lola rennt)                                                          | Tom Tykwer             | Německo                          |
| 2000 | Čínská lázeň (洗澡, Xǐzǎo)                                                              | Zhang Yang             | Čína                             |
| 2001 | Finder's Fee                                                                            | Jeff Probst            | USA                              |
| 2002 | Elling                                                                                  | Petter Næss            | Norsko                           |
| 2003 | Pán velryb (Whale Rider)                                                                | Niki Caro              | Nový Zéland                      |
| 2004 | Okno naproti (La finestra di fronte)                                                    | Ferzan Özpetek         | Itálie                           |
| 2005 | Hlasy nevinnosti (Voces inocentes)                                                      | Luis Mandoki           | Mexiko, Portoriko, USA           |
| 2006 | Agent 117 (OSS 117: Le Caire, nid d'espions)                                            | Michel Hazanavicius    | Francie                          |
| 2007 | Outsourced                                                                              | John Jeffcoat          | USA                              |
| 2008 | Hanami – čas kvetoucích třešní (Kirschblüten – Hanami)                                  | Doris Dörrieová        | Německo                          |
| 2009 | Černej Dynamit (Black Dynamite)                                                         | Scott Sanders          | USA                              |
| 2010 | Ježek (Le Hérisson)                                                                     | Mona Achacheová        | Francie                          |
| 2011 | Ptáci z papíru (Pájaros de papel)                                                       | Emilio Aragón Álvarez  | Španělsko                        |
| 2012 | Každým dnem (Any Day Now)                                                               | Travis Fine            | USA                              |
| 2013 | Fanie Fourie's Lobola                                                                   | Henk Pretorius         | Jižní Afrika                     |
| 2014 | Chlapectví (Boyhood)                                                                    | Richard Linklater      | USA                              |
| 2015 | Černý jezdec (The Dark Horse)                                                           | James Napier Robertson | Nový Zéland                      |
| 2016 | Tohle je náš svět (Captain Fantastic)                                                   | Matt Ross              | USA                              |
| 2017 | Na konci tunelu (Al final del túnel)                                                    | Rodrigo Grande         | Argentina, Španělsko             |